# Saint-Jean-la-Vêtre
Pour les articles homonymes, voir Saint-Jean.
Saint-Jean-la-Vêtre est une commune française située dans le département de la Loire en région Auvergne-Rhône-Alpes, et faisant partie de Loire Forez Agglomération.

## Géographie

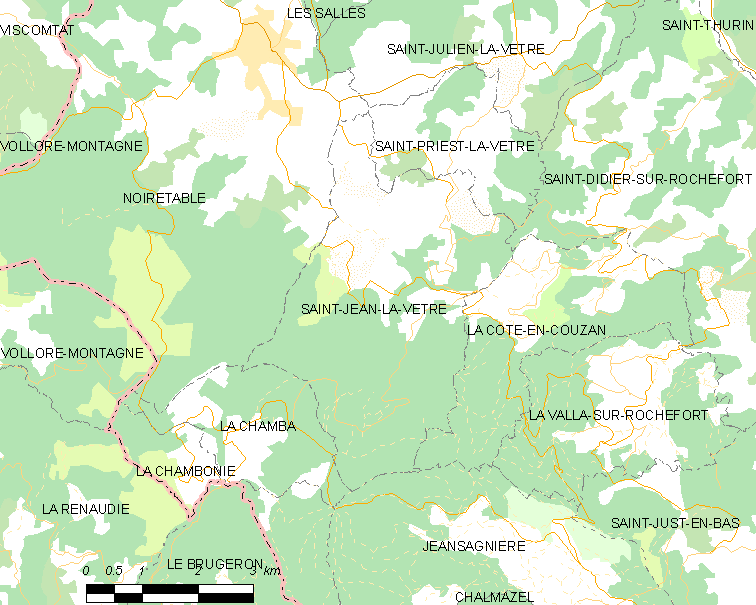
Localisation du village et des communes aux alentours

Saint-Jean-la-Vêtre fait partie du Forez.
Se trouve à 6 km de Noiretable.
|            | Saint-Priest-la-Vêtre  | Saint-Didier-sur-Rochefort |
| Noirétable | Saint-Jean-la-Vêtre    | La Côte-en-Couzan          |
| La Chamba  | Chalmazel-Jeansagnière |                            |

### Climat
Pour des articles plus généraux, voir Climat d'Auvergne-Rhône-Alpes et Climat de la Loire.
En 2010, le climat de la commune est de type climat des marges montargnardes, selon une étude du Centre national de la recherche scientifique s'appuyant sur une série de données couvrant la période 1971-2000. En 2020, Météo-France publie une typologie des climats de la France métropolitaine dans laquelle la commune est exposée à un climat de montagne ou de marges de montagne et est dans la région climatique Nord-est du Massif Central, caractérisée par une pluviométrie annuelle de 800 à 1 200 mm, bien répartie dans l’année.
Pour la période 1971-2000, la température annuelle moyenne est de 9,5 °C, avec une amplitude thermique annuelle de 15,9 °C. Le cumul annuel moyen de précipitations est de 1 015 mm, avec 11 jours de précipitations en janvier et 7,8 jours en juillet. Pour la période 1991-2020, la température moyenne annuelle observée sur la station météorologique de Météo-France la plus proche, « Col de la Loge_sapc », sur la commune de La Chamba à 5 km à vol d'oiseau, est de 7,2 °C et le cumul annuel moyen de précipitations est de 1 273,4 mm,. Pour l'avenir, les paramètres climatiques de la commune estimés pour 2050 selon différents scénarios d'émission de gaz à effet de serre sont consultables sur un site dédié publié par Météo-France en novembre 2022.

## Urbanisme

### Typologie
Au 1er janvier 2024, Saint-Jean-la-Vêtre est catégorisée commune rurale à habitat très dispersé, selon la nouvelle grille communale de densité à sept niveaux définie par l'Insee en 2022.
Elle est située hors unité urbaine et hors attraction des villes,.

### Occupation des sols
L'occupation des sols de la commune, telle qu'elle ressort de la base de données européenne d’occupation biophysique des sols Corine Land Cover (CLC), est marquée par l'importance des forêts et milieux semi-naturels (63,6 % en 2018), une proportion identique à celle de 1990 (63,6 %). La répartition détaillée en 2018 est la suivante : 
forêts (60,7 %), prairies (24,3 %), zones agricoles hétérogènes (12 %), milieux à végétation arbustive et/ou herbacée (2,9 %), zones urbanisées (0,1 %). L'évolution de l’occupation des sols de la commune et de ses infrastructures peut être observée sur les différentes représentations cartographiques du territoire : la carte de Cassini (XVIIIe siècle), la carte d'état-major (1820-1866) et les cartes ou photos aériennes de l'IGN pour la période actuelle (1950 à aujourd'hui).

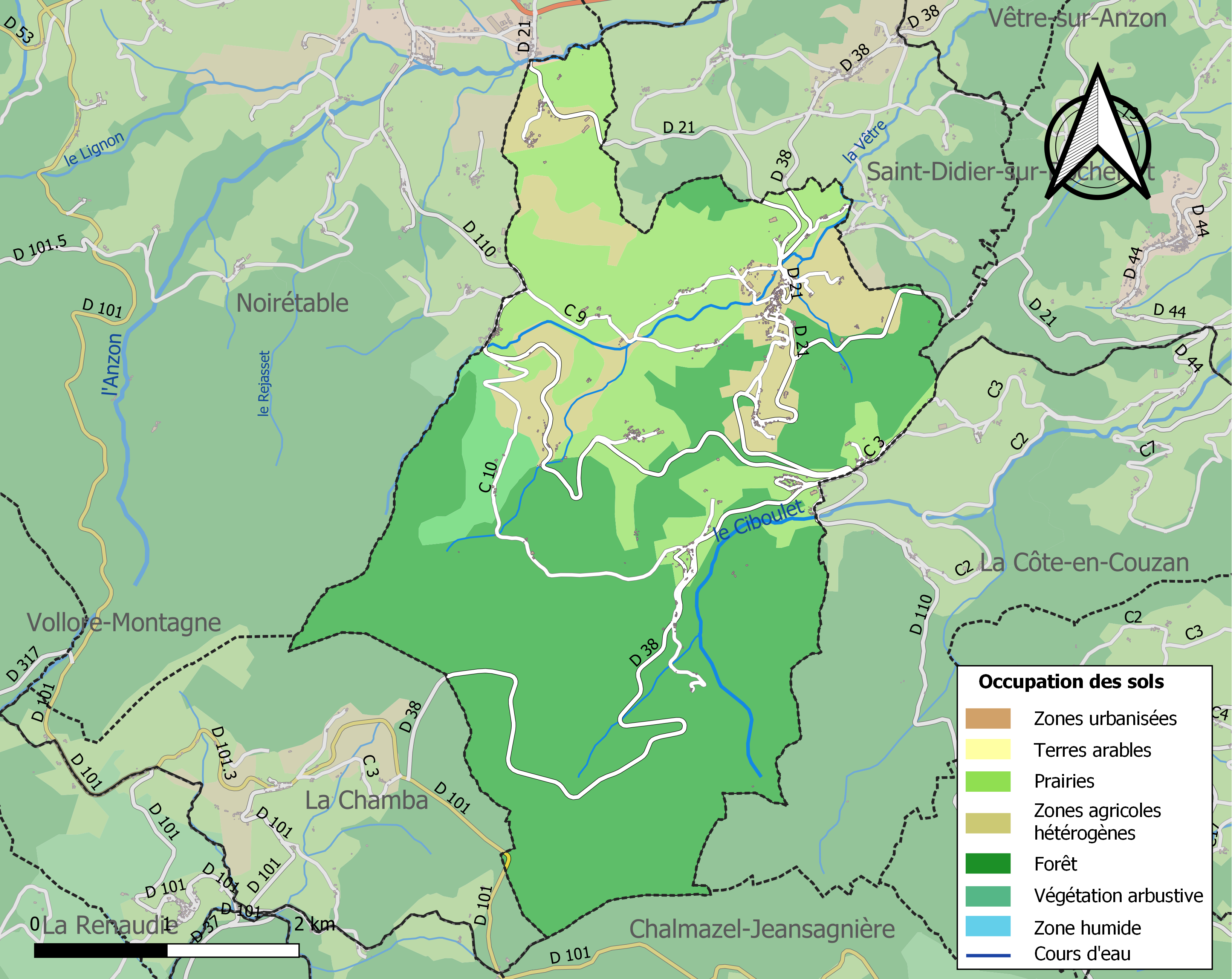
Carte des infrastructures et de l'occupation des sols de la commune en 2018 (CLC).

## Politique et administration
| Période                                  | Période   | Identité               | Étiquette | Qualité |
| ---------------------------------------- | --------- | ---------------------- | --------- | ------- |
| Les données manquantes sont à compléter. |           |                        |           |         |
|                                          |           | Mallet                 |           |         |
|                                          |           | Jean Godard            |           |         |
| avant 1981                               | mars 2001 | Jean Chavaren          |           |         |
| mars 2001                                | mai 2020  | Jean-Luc Perrin        |           |         |
| mai 2020                                 | En cours  | Jean-Luc Daval-Pommier |           |         |

Saint-Jean-la-Vêtre faisait partie de la communauté de communes des Montagnes du Haut Forez de 1996 à 2016 puis a intégré Loire Forez Agglomération.

## Démographie
L'évolution du nombre d'habitants est connue à travers les recensements de la population effectués dans la commune depuis 1793. Pour les communes de moins de 10 000 habitants, une enquête de recensement portant sur toute la population est réalisée tous les cinq ans, les populations de référence des années intermédiaires étant quant à elles estimées par interpolation ou extrapolation. Pour la commune, le premier recensement exhaustif entrant dans le cadre du nouveau dispositif a été réalisé en 2007.

En 2022, la commune comptait 310 habitants, en évolution de −3,73 % par rapport à 2016 (Loire : +1,32 %, France hors Mayotte : +2,11 %).
| 1793 | 1800 | 1806 | 1821 | 1831 | 1836 | 1841 | 1846 | 1851 |
| ---- | ---- | ---- | ---- | ---- | ---- | ---- | ---- | ---- |
| 930  | 700  | 803  | 856  | 842  | 884  | 899  | 894  | 875  |

| 1856 | 1861 | 1866 | 1872 | 1876 | 1881 | 1886 | 1891 | 1896  |
| ---- | ---- | ---- | ---- | ---- | ---- | ---- | ---- | ----- |
| 872  | 844  | 835  | 840  | 860  | 878  | 946  | 939  | 1 002 |

| 1901 | 1906 | 1911 | 1921 | 1926 | 1931 | 1936 | 1946 | 1954 |
| ---- | ---- | ---- | ---- | ---- | ---- | ---- | ---- | ---- |
| 998  | 968  | 911  | 805  | 759  | 714  | 670  | 645  | 574  |

| 1962 | 1968 | 1975 | 1982 | 1990 | 1999 | 2006 | 2007 | 2012 |
| ---- | ---- | ---- | ---- | ---- | ---- | ---- | ---- | ---- |
| 543  | 477  | 405  | 381  | 338  | 387  | 356  | 352  | 340  |

| 2017 | 2022 | - | - | - | - | - | - | - |
| ---- | ---- | - | - | - | - | - | - | - |
| 316  | 310  | - | - | - | - | - | - | - |

## Culture locale et patrimoine

### Lieux et monuments
- Église Saint-Jean de Saint-Jean-la-Vêtre.

### Personnalités liées à la commune
- François-Xavier Gouthe-Soulard (1819-1900), archevêque d'Aix-en-Provence, y est né.

### Héraldique
| Blason de Saint-Jean-la-Vêtre | Blason  | D'argent à l'écusson échiqueté d'or et de gueules de quatre traits, adextré de saint Jean Baptiste de carnation vêtu de gueules et senestré d'une croix latine (du lieu) alésée de sable; à la terrasse ondée d'azur; au chef d'or chargé de huit sapins de sinople accolés en fasce et mouvant du trait du chef. |
| Blason de Saint-Jean-la-Vêtre | Détails | Création "Les Héraldistes Républicains". |